# Wet'n'Wild Las Vegas
Wet'n'Wild Las Vegas est un parc aquatique situé à Spring Valley, au Nevada. Le parc fait partie de la chaîne de parcs aquatiques Wet'n'Wild des parcs à thèmes de Village Roadshow. Le parc a ouvert ses portes en mai 2013 et se trouve au 7055 S. Fort Apache Road, au sud-ouest de l'intersection I-215 et Sunset Road.

## Histoire
Le 6 août 2011, des projets visant à développer un parc aquatique de 11 hectares dans la vallée de Las Vegas ont été dévoilés. Hawaiin Falls Waterparks, propriétaires de plusieurs parcs aquatiques au Texas, étaient derrière la proposition d'ouvrir le parc pour le week-end du Memorial Day en 2012. Le 14 novembre 2011, Splash Canyon Waterpark a été officiellement annoncé avec une liste des attractions à inclure dans le parc. Le 3 février 2012, il a été annoncé que l'ouverture du parc aquatique serait retardée d'un an pour s'assurer que tout serait complètement opérationnel à l'ouverture.
En juin 2012, l'entreprise australienne de divertissement Village Roadshow révèle son intention d'ouvrir un parc aquatique Wet'n'Wild à Las Vegas. La société exploite déjà Wet'n'Wild Hawaii et Wet'n'Wild Phoenix aux États-Unis, ainsi qu'un certain nombre d'attractions et de parcs aquatiques en Australie, y compris Wet'n'Wild Gold Coast et Wet'n'Wild Sydney. Le 4 octobre 2012, il a été annoncé que Village Roadshow Theme Parks ouvrirait Wet'n'Wild Las Vegas en mai 2013 sur le site du projet Splash Canyon Waterpark. Village Roadshow détient une participation de 51% dans le parc avec des investisseurs privés dont Andre Agassi et Steffi Graf détenant les 49% restants. Le parc aquatique de 17 hectares a coûté plus de 50 millions de dollars.
À la mi-mai 2013, Wet'n'Wild Las Vegas a annoncé le calendrier d'ouverture et d'exploitation du parc, ainsi que le début d'une vente aux enchères de charité pour les premiers manèges sur quatre des toboggans du parc. En raison de la popularité attendue du parc, l'ouverture de Wet'n'Wild Las Vegas a été décalée pour différents détenteurs de billets. À la suite d'une fête inaugurale privée le 23 mai, le parc a ouvert aux détenteurs de billets d'or le 25 mai, les détenteurs de billets de saison le 28 mai et tous les autres titulaires de billets le 3 juin.
La demande écrasante de pass de saison a fait que le parc cesse de vendre des pass pour l'année et a poussé l'expansion du parc vers la fin immédiate de la saison, alors que Village Roadshow possède 28 hectares autour du parc pour une expansion future.

## Les attractions
Wet'n'Wild Las Vegas compte 26 attractions :
- Canyon Cliffs - Deux toboggans à vitesses.
- Colorado Cooler - Une rivière paresseuse de 300 mètres de long.
- Constrictor - Un radeau multi-personnes avec des toboggans à tire-bouchon et des vitesses allant jusqu'à 29 km/h.
- Desert Racers - Un toboggans de 110 mètres avec 6 voies.
- Hoover Half Pipe - Un toboggan aquatique boomerang.
- Rattler - Un toboggan familial.
- Royal Flush Extreme - Un toboggan à eau de marque WhiteWater West.
- Splash Island - Une zone de jeu d'eau qui comporte une variété de toboggan ainsi qu'un seau à bascule
- The Wave Pool - Une piscine à vagues de 1 600 m2 capable de produire des vagues de 0,91 m.
- Zipp, Zapp and Zoom - Une série de toboggans à tube.
- Tornado - Un toboggan qui simule une tempête naturelle, comprenant également l'apesanteur.